# Чанович, Александар
Алекса́ндар Ча́нович (серб. Александар Чановић; род. 18 февраля 1983, Косовска-Митровица) — сербский футболист, игравший на позиции вратаря.

## Карьера
Воспитанник «Црвены Звезды», первый тренер — Милан Булатович. Выступал за команды «Вождовац», «Победа», «Войводина», БАСК, «Рад», «Борча». Зимой 2009 года перешёл в минское «Динамо».
В составе «Победы» завоевал золото чемпионата Македонии. В 2004 году выступал за олимпийскую сборную Сербии и Черногории на Олимпийских играх в Афинах.

## Достижения
- Чемпион Македонии: 2003/04
- Серебряный призёр чемпионата Белоруссии: 2009